# Dagadólápok semlyéktársulásai és átmeneti lápok

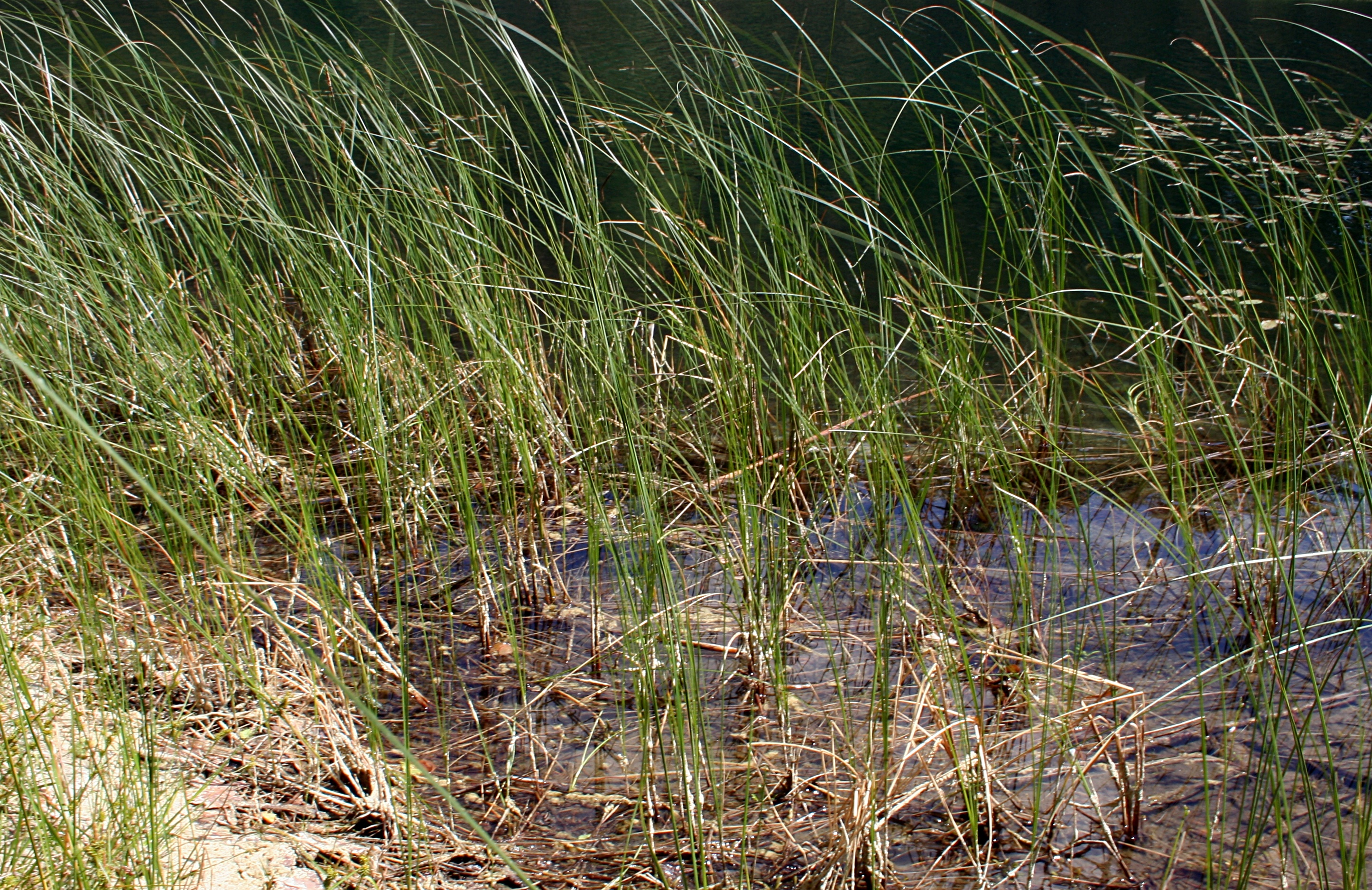
Gyapjas magvú sás (Carex lasiocarpa)

A dagadólápok semlyéktársulásai és átmeneti lápok társulástani rendje (Scheuchzerietalia palustris Nordhagen 1937) — amint ezt a rend magyar neve pontosan jelzi — a tőzegmohás síklápok és dagadólápok semlyéktársulásai közül az átmeneti lápok növényzetét és a dagadólápok peremvidékének növénytársulásait fogja közös rendszertani kategóriába. A dagadólápok belsejében a tőzegmoha fajok válnak meghatározóvá; ezek társulásait az önálló Oxycocco-Sphagnetea (Br.-Bl. & Tx. ex Westhoff & al. 1946) osztályban különítjük el.

## Kialakulásuk, elterjedésük
Hazánkban a síklápok és a dagadólápok semlyéktársulásai a hűvösebb, nedvesebb térségekben megbúvó, ritka, jégkorszaki maradványok, értékes vegetációtörténeti emlékek. A tőzegképződés intenzitása és vele a termőhely kémhatásának savanyodása a síklápoktól az átmeneti lápokon át a dagadólápokig nő. Kis kiterjedésű állományaik főleg az Északi-középhegységben, a Dunántúl nyugati és déli részén, valamint a Nyírségben fordulnak elő.

## Megjelenésük, fajösszetételük
A síklápokban és a semlyékekben a társulás felépítésében a sásfajok mellett főleg a lombosmohák játszanak fontos szerepet, míg az átmeneti lápokban a sások és a füvek mellett a tőzegmohák (Sphagnaceae) részvétele jelentős.
Társulásalkotó fajok:
- töviskés sás (Carex echinata),
- szürkés sás (Carex canescens),
- fekete sás (Carex nigra),
- gyapjas magvú sás (Carex lasiocarpa).

Jellemző fajok:
- posványkakastaréj (Pedicularis palustris),
- vidrafű (Menyanthes trifoliata).

Gyakran tömegesen jelennek meg egyes lombosmohák:
- lápi moha (Aulacomnium palustre),
- Calliergon cordifolium,
- hegyes moha (Calliergonella cuspidata),
- Campylium stellatum,
- karcsú tőzegmoha (Sphagnum recurvum),
- láperdei tőzegmoha (Sphagnum teres).

## Rendszertani felosztásuk
A rendet két társuláscsoportra osztják:
- tőzegkákások (Rhynchosporion albae Koch 1926) — Magyarországon egyetlen élőhelyük az Őrségben, a szőcei tőzegmohás lápréten volt, de a tőzegkáka (Rhynchospora alba) valószínűleg már innen is kipusztult;
- oligotróf átmeneti lápok (Caricion lasiocarpae Vanden Berghen ap. Lebrun & al. 1949) — Magyarországon három társulással.